# 4440 Tchantchès
4440 Tchantchès là một tiểu hành tinh vành đai chính với chu kỳ quỹ đạo là 972.4362407 ngày (2.66 năm).
Tiểu hành tinh được phát hiện bởi François Dossin ngày 23 tháng 12 năm 1984.